# Giacomo Pacchiarotti

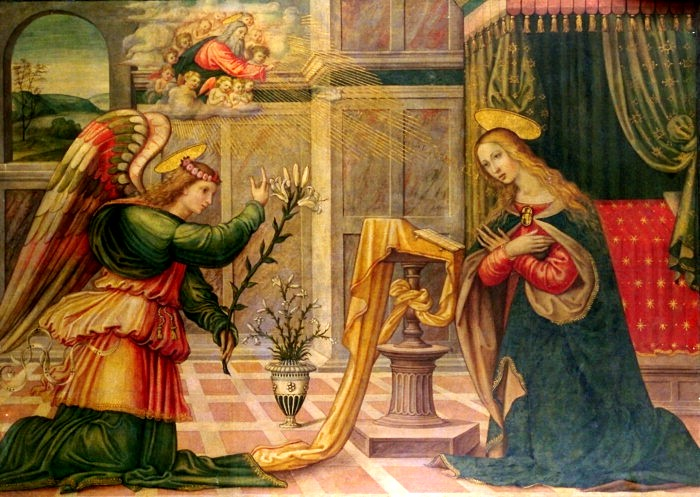
Annunciatie, ca. 1510, Courtauld Gallery, Londen

Giacomo Pacchiarotti (Siena, 1474 – wellicht in Viterbo, 1539 of 1540) was een Italiaanse kunstschilder.

## Biografie
Giacomo Pacchiarotti was de zoon van Bartolomeo di Giovanni en van Elisabetta di maestro Niccolò. 
Hij is bekend van zijn politieke activiteiten en als animator van de rellen in het begin van de 16e eeuw in Siena, zoals blijkt uit talrijke documenten die bewaard bleven in de archieven en in de gemeentelijke bibliotheek van Siena.
Dankzij zijn reputatie als libertijns schilder en zijn connecties met “la compagnia de' Bardotti” werden in de loop der eeuwen verschillende, zeer diverse groepen van schilderijen aan hem toegeschreven. In de zeventiende eeuw werd het gehele corpus  van Girolamo del Pacchia (Girolamo di Giovanni), een jongere schilder en vermoedelijk een medewerker uit het begin van zijn loopbaan aan Giacomo toegeschreven. Ook aan het begin van de negentiende eeuw, werd op basis van een monografie over Giacomo Pacchiarotti, van de hand van abt Luigi de Angelis, een ganse reeks werken uit de 15e eeuw aan Giacomo toegeschreven. Later werden ze herkend als werk van Pietro di Francesco degli Orioli. Ook de werken van Girolamo del Pacchia werden uit het corpus van Giacomo verwijderd.  Het zou niettemin tot de jaren 1980 duren eer Alessandro Angelini en Fiorella Sricchia Santoro de ware artistieke persoonlijkheid van Giacomo Pacchiarotti identificeerden en een aantal werken aan hem toeschreven die verband hielden met het verblijf van Pinturicchio in Siena, en eerder waren toegeschreven aan Matteo Balducci.

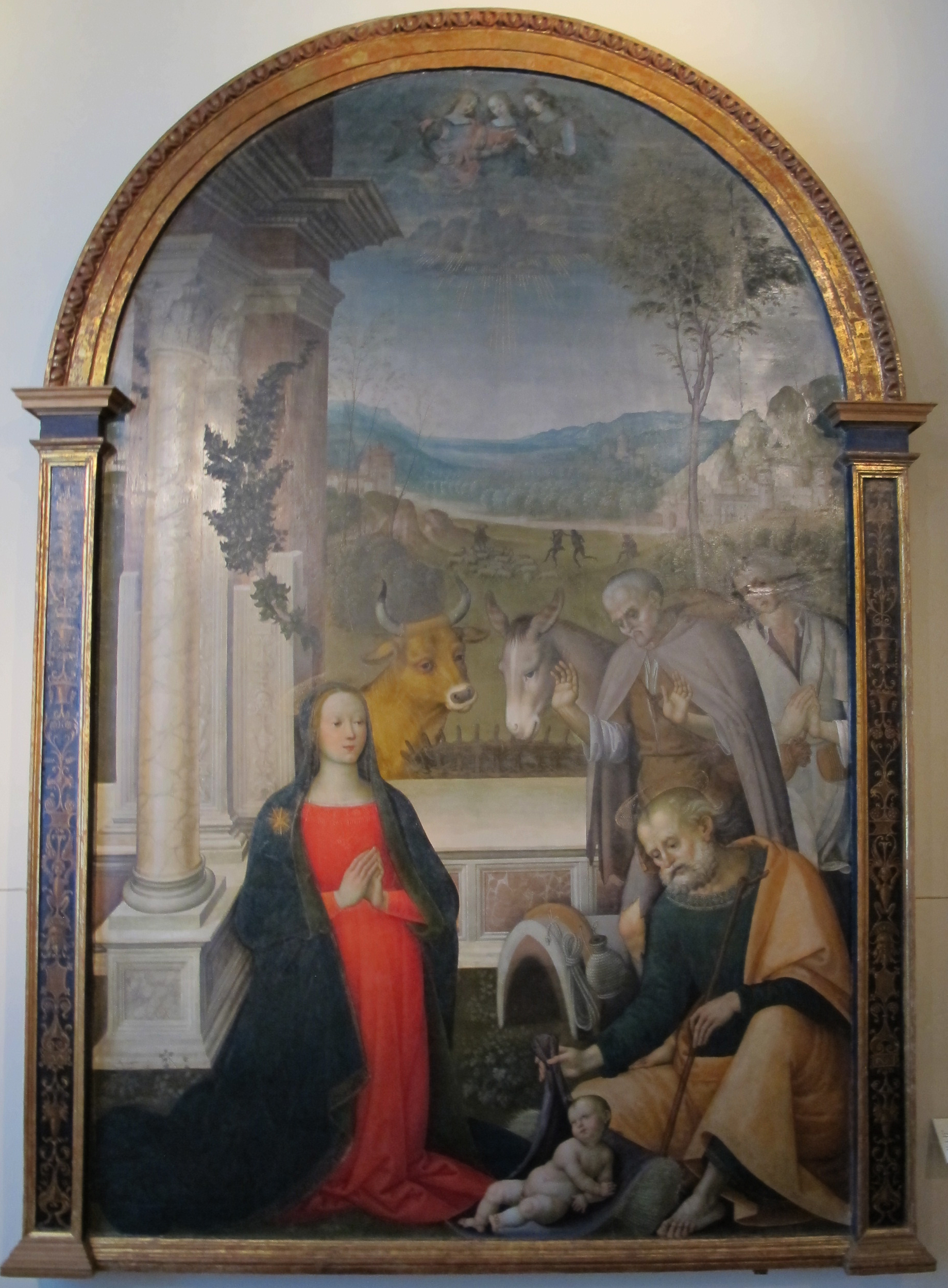
Aanbidding van de herders, Pinacoteca Nazionale, Siena

In 1505 trad Pacchiarotti in het huwelijk met Girolama di ser Alessandro Martini. Het paar kreeg twee dochters: Gabbriella, in 1507 en Lucrezia Agostina, in 1509.
In zijn laatste jaren lijkt hij veel energie besteed te hebben aan het politieke leven in de stad, waarbij hij zeer radicale standpunten innam. Tussen 1513 en 1518 was hij Gonfaloniere van de Compagnia del Beato Andrea Gallerini. In 1529 wordt hij voor het eerst veroordeeld tot een ballingschap naar Talamone. Tien jaar later, op 17 november 1539, wordt hij opnieuw in ballingschap gestuurd en worden al zijn goederen in de stad aangeslagen wegens “slecht gedrag in het verleden”. Zijn goederen worden op 8 januari 1540 aan zijn vrouw en zijn dochter Virginia overgemaakt. Op verzoek van zijn echtgenote Girolama werd op 7 augustus 1540 de ballingschap ingetrokken zodat hij kon terugkeren naar zijn kleine landgoed in Viteccio waar hij datzelfde jaar overleed.

## Werken
Twee fresco’s van de heilige Lucia, de heilige Rochus en de heilige Hiëronymus, gedateerd op 1497, in het kleine oratorium van San Sebastiano in Camparboli, nabij Asciano, zouden een jeugdwerk van Giacomo kunnen zijn.
Vanaf 1500 zou hij samen met Girolamo di Giovanni een tijd in Rome hebben doorgebracht in de omgeving van Pinturicchio en zou hij meegewerkt hebben aan de decoratie van de Basso della Rovere kapel in de Santa Maria del Popolo. Hij zou daar twee hoofdscènes (Madonna met St. Augustinus en St. Franciscus en de Hemelvaart van Maria) en de lunettes met verhalen over het leven van Maria hebben gerealiseerd. Giacomo zou ook meegewerkt hebben aan de decoratie van het plafond van de Piccolomini-bibliotheek, een opdracht die door Francesco Todeschini Piccolomini aan Pinturicchio was toegewezen, slechts een paar maanden voordat hij tot paus werd gekozen als Pius III (29 juni 1502).
Zijn activiteit binnen de Pinturicchio-werkplaats was essentieel voor de stijlontwikkeling van Giacomo. Hij ontwikkelde de Umbrisch-Romeinse stijl die zijn ganse carrière zou kenmerken.
Van 1503 tot 1504 werkte hij voor de Sienese kathedraal, zoals blijkt uit bewaarde rekeningen. Hij realiseerde twee hoofden van Romeinse keizers in stucco en grotesken in de boog die de keizershoofden verbond. Dit is het eerste gedocumenteerde werk van deze kunstenaar.
Giacomo Pacchiarotti werd een soort van lokaal alter ego van Pinturicchio in Siena wat hem belangrijke opdrachten opleverde.

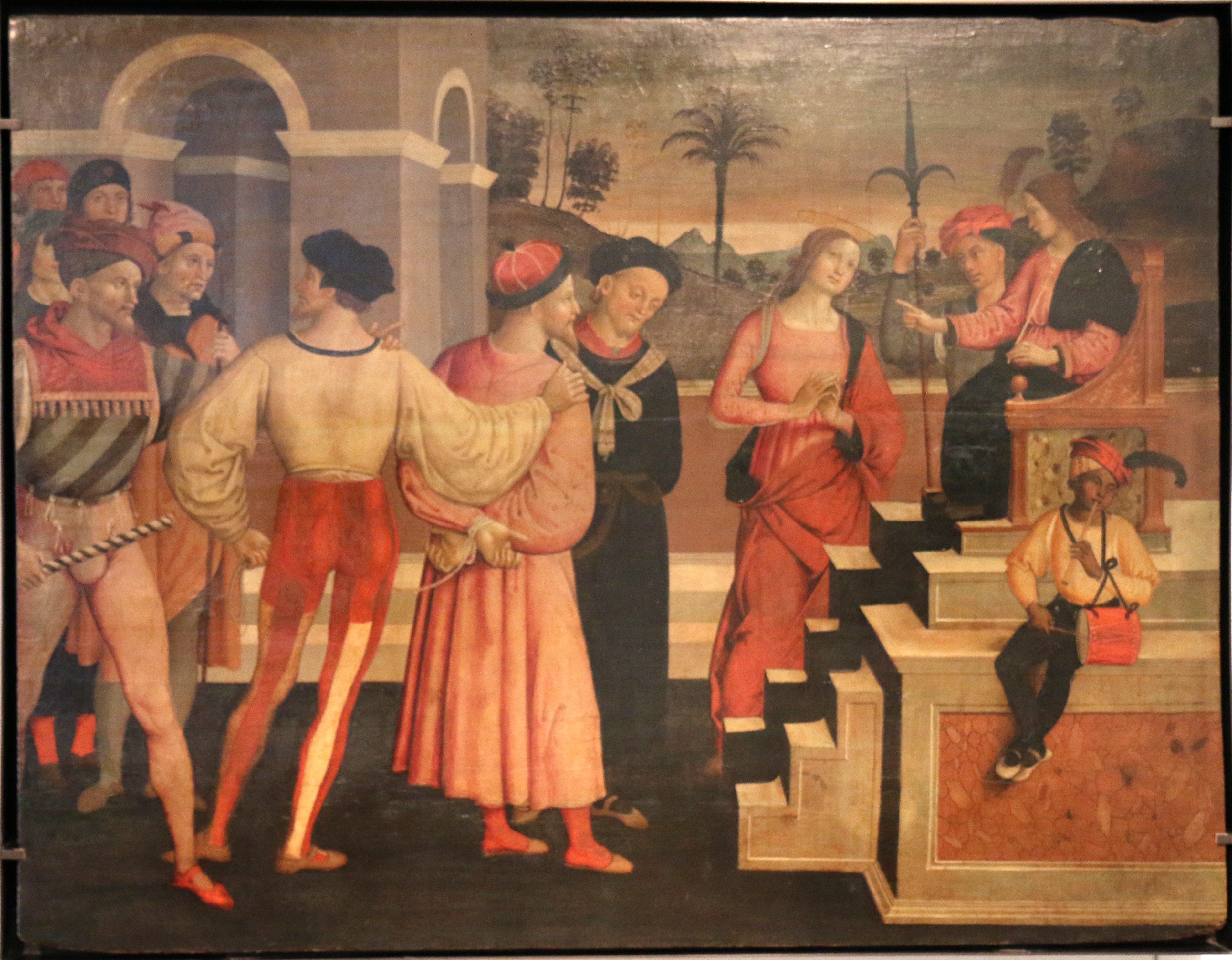
De veroordeling van Daniel, Musée du Petit Palais, Avignon

In 1505 kreeg hij de opdracht voor een altaarstuk met de Hemelvaart van Maria voor de Borghesi kapel in de Santo Spirito, werk dat in 1507 klaar was. Andere werken uit deze periode worden op stilistische gronden aan hem toegeschreven zoals een vervallen fresco van een Madonna met Kind in het Palazzo pubblico in Siena, een Nativiteit met engelen, bewaard in de pinacotheek van Siena. Ook de Vier deugden,  eveneens in de pinacotheek zouden van zijn hand zijn, evenals de Madonna met Kind, twee heiligen en twee engelen in de Christ Church van Oxford.
In 1509 kreeg hij de opdracht voor de decoratie van de Piccolomini-kapel, gewijd aan Andreas in de kerk van San Francesco in Siena, die volledig vernield werd bij een brand in 1665. Na het overlijden van Andrea Piccolomini, broer van Pius III, namen de zonen van Andrea, Giovanni en Pierfrancesco, het initiatief om de kapel te laten versieren met stukwerk en fresco’s. Het werk vorderde niet echt, de laatste betaling is geregistreerd in 1514. Ook in 1509 nam Giacomo opnieuw samen met Pinturicchio deel aan de versiering van de Bella-kamer in het paleis van Pandolfo Petrucci.
In 1512 maakte hij de banieren en vlaggen voor de begrafenis van Petrucci. Hij viel opnieuw terug op diens stijl met zware, starre figuren zonder veel expressie in een stereotiepe compositie. Ze zijn het werk van een kunstenaar die niet in staat was de snelle evolutie in zijn kunst bij te houden. Het waren Domenico Beccafumi, Giovanni Antonio Bazzi bekend als Sodoma en Girolamo Genga die nu de toon aangaven. De schilder krijgt op enkele uitzonderingen na, slechts kleine, minder beduidende opdrachten.
- Bibliothèque nationale de France: cb14968535g (data)
- Gemeinsame Normdatei: 133197395
- International Standard Name Identifier: 0000 0001 1643 3239
- Library of Congress Control Number: nr91028716
- RKD-Nederlands Instituut voor Kunstgeschiedenis: 61390
- Union List of Artist Names: 500013408
- Virtual International Authority File: 52870705
- WorldCat: E39PBJc3DTMKGvpMxHMdkKM773